# Imre Mariann
Imre Mariann (Medgyesegyháza, 1968. április 7. – ) Munkácsy Mihály-díjas (2004) magyar festő- és képzőművész.

## Életpályája
1982–1986 között Szegeden tanult a Tömörkény István Művészeti Szakközépiskolában. 1986–1991 között a Magyar Képzőművészeti Főiskola festő szakán tanult. 1991–1994 között ugyanitt posztgraduális képzésben vett részt. Tanárai voltak többek közt: Sváby Lajos, Tölg-Molnár Zoltán és Konok Tamás. 1993-ban Salzburgban, 1994-ben pedig Berlinben volt ösztöndíjas. 1999-ben Rómában ösztöndíjas.
Két gyereke Kótai Janka és Kótai Mara.

## Kiállításai

### Egyéni
- 1992 Makó
- 1993-1995, 1997, 2000, 2005, 2008, 2010-2011 Budapest
- 1995 Szeged
- 1996, 2002 Szentendre
- 2003 Dunaújváros
- 2006 Belgium
- 2009 Békéscsaba, Miskolc

### Csoportos
- 1993 Budapest, Hága, Győr, Hamburg
- 1994 Budapest, Berlin, Prága, Lisszabon
- 1995 Muraszombat, Hamburg
- 1996-1998, 2002, 2004, 2008-2009 Budapest
- 1999 Velence
- 2000 Berlin
- 2001 Milánó, Párizs
- 2006 Székesfehérvár
- 2008-2009 Szeged

## Művei
- Kezek (1994)
- Kék terem (1994)
- Kitöltetlen terek passzív képzete (1994)
- A fény (1995)
- Kapu (1995)
- Határidő napló (1995)
- Legkevesebb (1996)
- Tájkísérlet (1996)
- Rejtőzködő - Anatómiai kísérlet (1997)
- Szent Cecília (1997)
- Lavor (1998)
- Anatómiai kísérlet (1998)
- Ruha (1998)
- Vegetáció (1999)
- Szív (2000)
- Kéz (2000, 2002)
- Érintők (2001)
- Kötődés (2002)
- Tüdő (2002)
- Függeszkedés (2002)
- Kő (2002)
- Határidő napló II. (2003)
- Kő és érintés (2003)
- Törülköző (2003)
- Görcseim (2004)
- Szívkísérlet (2005)
- Tájkísérlet (2008)
- Kiállítási enteriőr (2009)
- Múlandóság rögzítése I. (2009)
- Függöny - Múlandóság rögzítése II. (2009)
- Szeged retro (2009)
- Universitas pályázat (2010)
- Helyspecifikus installáció (2010)
- Érzelgős akarok lenni (2010)
- Universitas (2011)
- Oldás - Múlandóság rögzítése III. (2011)

## Díjai, kitüntetései
- Barcsay-díj (1992)
- Herman Lipót-díj (1993)
- Fiatal Képzőművészek Stúdiója Díja (1996)
- Munkácsy Mihály-díj (2004)